# María del Carmen Alanís Figueroa
María del Carmen Alanís Figueroa (Ciudad de México, 21 de marzo de 1967) es una académica y abogada mexicana. Ha sido secretaria ejecutiva, consejera electoral suplente y directora ejecutiva de Capacitación Electoral y Educación Cívica del Instituto Federal Electoral (IFE) es magistrada del Tribunal Electoral del Poder Judicial de la Federación (TEPJF) para el periodo 2006-2016 y desde el 6 de agosto de 2007 hasta el mes de agosto de 2012 fue su presidenta.

## Biografía
Su tesis en Derecho (UNAM) fue "Comportamiento electoral mexicano 1812-1990", su Maestría la obtuvo en gobierno comparado (London School of Economics, Universidad de Londres) y doctora en Derecho también por la UNAM con mención honorífica. Académica y abogada de larga trayectoria en materia electoral, ha trabajado en varias instituciones de carácter electoral, hasta haber sido secretaria Ejecutiva del Instituto Federal Electoral.
Ha sido secretaria auxiliar en el Tribunal de lo Contencioso Electoral. También fue coordinadora de Derecho Electoral del Centro de Capacitación Judicial Electoral. Tuvo una actuación relevante como secretaria técnica del Centro de Capacitación Judicial Electoral (CCJE) del TEPJF. También fungió como Coordinadora de Capacitación y Titular del Centro de Documentación de ese Tribunal.
Ha impartido varias asignaturas de Derecho en la UNAM (Facultad de Derecho).  Ha dictado conferencias en México y otros países sobre procesos electorales, capacitación electoral, sistemas electorales y derecho electoral.
A partir de febrero de 2010 es representante de México ante la Comisión Europea para la Democracia a través del Derecho (Comisión de Venecia).
Actualmente encabeza el primer año de actividades del "Grupo de Trabajo de Jurisprudencia Electoral Americana" que está integrado por magistrados electorales de todo el continente y cuya secretaría técnica estará a cargo de la Organización de Estados Americanos (OEA).
| Predecesor: Flavio Galván Rivera | Presidenta del Tribunal Electoral del Poder Judicial de la Federación 2007-2011 | Sucesor: José Alejandro Luna Ramos |